# 安巴圖蘭皮區
19°23′00″S 47°26′00″E / 19.3833°S 47.4333°E

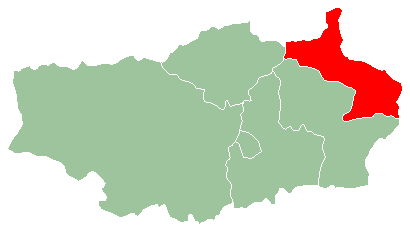

安巴圖蘭皮區，是馬達加斯加的行政區，位於該國中部，由瓦卡南卡拉特拉負責管轄，首府設於安巴圖蘭皮，面積1,755平方公里，2011年人口242,722，人口密度每平方公里115人。